# Transnistria
La Transnistria, ufficialmente Repubblica Moldava della Transnistria (in russo Приднестровская Молдавская Республика?, Pridnestrovskaja Moldavskaja Respublika; in moldavo Република Молдовеняскэ Нистрянэ? o Republica Moldovenească Nistreană; in ucraino Придністровська Молдавська Республіка?, Prydnistrovs'ka Moldavs'ka Respublika) è una repubblica autoproclamata al confine tra Moldavia e Ucraina, anche se de facto è indipendente dal 1990 (anno della dichiarazione di indipendenza), non è riconosciuta da nessuno dei Paesi membri dell'ONU, essendo considerata dalla comunità internazionale parte della Moldavia.
La Repubblica di Moldavia per riferirsi al territorio della Transnistria impiega la locuzione "Unità amministrativa della riva sinistra del Dnestr" (Unitățile Administrativ-Teritoriale din stînga Nistrului) o (Stînga Nistrului) “Riva Sinistra del Dnestr” sottoposta a occupazione militare russa.
Un tempo parte della Repubblica Socialista Sovietica Moldava (una delle repubbliche di cui si componeva l'URSS) con la dissoluzione dell'Unione Sovietica dichiarò unilateralmente la propria indipendenza, autoproclamandosi Repubblica Moldava della Transnistria il 2 settembre 1990. Tale dichiarazione di indipendenza precedette quella fatta dalla Moldavia che avvenne solo ad agosto 1991. Da marzo a luglio 1992 la regione fu interessata da una guerra, terminata con un armistizio garantito da una commissione congiunta tripartita tra Russia, Moldavia e Transnistria e dalla creazione di una zona demilitarizzata tra Moldavia e Transnistria comprendente venti località a ridosso del fiume Dnestr.
Nella città di Tiraspol ha sede l'amministrazione della repubblica e la maggiore impresa del Paese: la Sheriff, che esercita un'ampia ingerenza sulle politiche interne. Le uniche entità che riconoscono l'indipendenza della Transnistria sono le repubbliche secessioniste di Abcasia e Ossezia del Sud, a loro volta prive di sostanziale riconoscimento internazionale.

## Etimologia
Il nome della regione deriva dal fiume Nistro (dal nome latinizzato del fiume Dnestr), la Transnistria è posta sulla sponda orientale di questo fiume. Il nome formale, sancito dalla Costituzione della Repubblica, è Repubblica Moldava della Transnistria in italiano, Приднестровская Молдавская Республика (Pridnestrovskaja Moldavskaja Respublika) in russo, Република Молдовеняскэ Нистрянэ (Republica Moldovenească Nistreană) in moldavo, Придністровська Молдавська Республіка (Prydnistrovs'ka Moldavs'ka Respublika) in ucraino. L'abbreviazione usata dalle autorità è quella in lingua russa, ossia ПМР (PMR).
Il nome breve utilizzato localmente è Pridnestrovie (traslitterazione ufficiale del russo Приднестровье), adottato con editto presidenziale del 2000 (seguendo un uso parzialmente difforme rispetto alle traslitterazioni scientifiche del cirillico, che imporrebbero invece di scrivere Pridnestrov'e). Da un punto di vista etimologico Transnistria significa "oltre il Dnestr", mentre Pridnestrov'e vuol dire "presso il Dnestr".

## Geografia
La Transnistria non possiede sbocco sul mare, confinando a nord-est e sud con l'Ucraina e a ovest e sud-ovest con la Moldavia e occupa un'area di 4 163 km².
Il territorio controllato dalla RMT è in gran parte, ma non completamente, coincidente con la riva sinistra del Dniester, il fiume è il secondo fiume più lungo dell'Ucraina e la principale arteria idrica della Moldavia.
Comprende 10 città e paesi e 69 comuni, con un totale di 147 località (contando anche quelle prive di personalità giuridica). Sei comuni sulla riva sinistra (Cocieri, Molovata Nouă, Corjova, Pîrîta, Coșnița e Doroțcaia) rimangono sotto il controllo del governo moldavo dopo la guerra di Transnistria nel 1992, come parte del distretto di Dubăsari e si trovano a nord e a sud dell'omonima città, che a sua volta è sotto il controllo della RMT. La repubblica ha come capitale la città di Tiraspol', popolata da 133 807 di persone nel 2015, e con area di 55,56 km².
Sulla sponda occidentale, nella regione storica della Bessarabia, sono controllate dalla RMT la città di Bender (Tighina) e quattro comuni a est, sud-est e sud sulla sponda opposta del fiume Nistro dalla città di Tiraspol, questi sono: Proteagailovca, Gîsca, Chițcani e Cremenciug. 
La principale via di trasporto in Transnistria è la strada da Tiraspol a Rîbnița attraverso Dubăsari. La strada attraversa le terre controllate dalla Moldavia a nord e a sud della città.
I cittadini della Transnistria possono viaggiare dentro e fuori dal territorio sotto il controllo della repubblica verso il vicino territorio controllato dalla Moldavia. Possono anche viaggiare in Ucraina e in Russia su strada o su due treni internazionali: il Mosca-Chișinău e il Saratov-Varna. Per quanto riguarda i viaggi aerei internazionali non vi sono aeroporti all'interno dello Stato, quindi si utilizzano gli aeroporti esteri di Chișinău, in Moldavia, o di Odessa, in Ucraina.
Il clima è continentale umido con caratteristiche subtropicali. La Transnistria ha estati calde e inverni che variano da freddi a molto freddi. Le precipitazioni sono uguali tutto l'anno anche se con un leggero aumento nei mesi estivi.

## Storia

### Storia antica e moderna
La regione era popolata nell'antichità da Geti, dai Daci e da popolazioni iraniche. Alla fine del Medioevo vi risiedevano temporaneamente tribù slave in movimento verso la penisola balcanica e anche nomadi turchi. Fu sotto il controllo della Rus' di Kiev e del Granducato di Lituania. Nel XV secolo l'area finì sotto il controllo dell'Impero ottomano. A quel tempo, la popolazione era scarsa, di etnia mista moldava e ucraina, con presenza di nomadi tartari.
Alla fine del XVIII secolo ci fu la colonizzazione della regione da parte dell'Impero russo, con lo scopo di difendere i propri confini sud-occidentali. La conseguenza fu una consistente immigrazione di ucraini, russi e tedeschi.

### La Transnistria nell'ambito dell'Unione Sovietica
Nel 1918 il Direttorato di Ucraina (a quel tempo indipendente) proclamò la sua sovranità sulla parte sinistra del fiume Nistro. A quel tempo, la popolazione era per il 48% moldava, 30% ucraina e 9% russa. Al giorno d'oggi un terzo della regione (la parte attorno alla città di Balta, a maggioranza ucraina) fa parte dell'Ucraina. La regione divenne poi l'Oblast' Autonomo di Moldavia nell'ambito della Repubblica Socialista Sovietica di Ucraina. Nel 1924, l'entità fu trasformata in Repubblica Autonoma Moldava (a sua volta come Repubblica Socialista Sovietica) con capitale Balta. La maggioranza della popolazione era di madrelingua moldava e di conseguenza nelle scuole si insegnava la lingua della gran parte degli abitanti, utilizzando l'alfabeto cirillico a partire dal 1940 quando per legge questo alfabeto rimpiazzò quello latino come alfabeto ufficiale in Moldavia.
La Repubblica Socialista Sovietica di Moldavia fu istituita su decisione del Soviet Supremo dell'URSS il 2 agosto 1940. Era formata da due parti: una buona parte della Bessarabia (sottratta alla Romania il 18 giugno a seguito del patto Molotov-Ribbentrop) e la parte occidentale della preesistente Repubblica Autonoma Moldava, mentre la parte orientale con la precedente capitale Balta era annessa alla Repubblica socialista sovietica di Ucraina.
Nel 1941 le truppe rumene all'inizio dell'Operazione Barbarossa ripresero la Bessarabia, ma continuarono l'avanzata oltre il confine storico lungo il corso del Nistro. La Romania annesse poi ad interim l'intera regione tra il Nistro e il fiume Bug Orientale, dove era presente una consistente minoranza moldava. L'occupazione includeva la città portuale di Odessa, in seguito entrata a far parte dell'Ucraina. L'Unione Sovietica riguadagnò l'area nel 1944 quando l'Armata Rossa penetrò nel territorio, facendo indietreggiare le potenze dell'Asse.
La Repubblica Socialista Sovietica Moldava fu oggetto di una politica di sistematica russificazione, ancor più dura di quella del periodo zarista. Il cirillico divenne la scrittura ufficiale della lingua moldava nella repubblica, mentre il russo era la lingua di comunicazione interetnica.
La maggior parte delle industrie che furono create nella RSS Moldava allo scopo di attirare immigrati dal resto dell'URSS era concentrata nella Transnistria, mentre la parte della Moldavia a ovest del Nistro manteneva un'economia prevalentemente agricola. Nel 1990 la Regione della Transnistria rappresentava il 40% del PIL moldavo e produceva il 90% dell'energia elettrica dell'intera Repubblica di Moldavia.
La 14ª armata dell'esercito russo aveva sede a Tiraspol e vi rimase anche dopo la dissoluzione dell'Unione Sovietica, formalmente per salvaguardare il suo più importante arsenale e deposito di munizioni in Europa. Il governo di Mosca avviò negoziati con le repubbliche di Moldavia, Transnistria e Ucraina per trasferire i diritti sul materiale militare alla Russia.

### L'indipendenzade facto

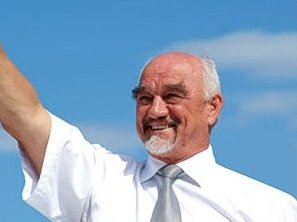
Igor Smirnov

Durante gli ultimi anni '80, la perestrojka di Michail Gorbačëv permise la liberalizzazione politica a livello regionale. L'incompleta democratizzazione era preliminare per il nazionalismo che si apprestava a diventare la dottrina politica più dinamica. Qualche minoranza si oppose a questi cambiamenti nella classe politica della Repubblica di Moldavia, dato che nell'epoca dei soviet i politici locali erano stati spesso dominati dai non-moldavi e in particolare dai russi.
Le leggi sulla lingua reintrodussero l'alfabeto latino per la scrittura moldava, sebbene una porzione della popolazione della Repubblica Socialista Sovietica di Moldavia non parlasse il moldavo. Il problema delle lingue ufficiali nella Repubblica di Moldavia divenne intricato e difficilmente risolvibile. L'abolizione del russo come lingua ufficiale portò a proteste, in particolare nella parte orientale del paese nota come Regione della Transnistria (ora chiamata Pridnestrovie) dove il russo era la lingua della maggioranza della popolazione. Nel periodo successivo crebbe la discriminazione contro le minoranze della Moldavia. Nella regione della Transnistria e nella regione della Gagauzia diversi gruppi per i diritti civili avevano fatto richiesta per la reintroduzione del russo come lingua ufficiale e per l'autonomia regionale. Il governo della RSS moldava iniziò anche a vietare questi movimenti. Le tensioni tra i gruppi etnici moldavi si inasprirono poi drammaticamente all'inizio del 1990 quando cittadini membri della comunità russa furono aggrediti da alcuni manifestanti, mentre la polizia moldava assisteva passivamente. Parte del movimento nazionalista del Frontul Popular chiese apertamente l'espulsione di immigrati russi e delle altre minoranze etniche. Il Presidente moldavo Mircea Ion Snegur discusse pubblicamente il suo obiettivo di unificazione con la Romania.
Nella regione della Transnistria, parte della popolazione si sentì minacciata dalla nuova politica nazionalista moldava. La dirigenza locale nella regione della Transnistria organizzò un referendum popolare nel 1990, dal quale risultò una maggioranza di oltre il 90% degli elettori che votarono per la secessione dal resto della Moldavia. Conseguentemente il 2 settembre 1990 la regione della Transnistria dichiarò unilateralmente la secessione e la formazione della nuova Repubblica Sovietica Moldava della Transnistria. Inizialmente si perseguì l'obiettivo del riconoscimento al pari di una repubblica sovietica indipendente all'interno dell'Unione Sovietica, ma dopo il fallimento del colpo di Stato nell'agosto 1991 la disintegrazione dell'Unione Sovietica fu inarrestabile. Il 24 agosto 1991 il parlamento della RSS moldava votò la dichiarazione di definitiva indipendenza dall'Unione Sovietica e la costituzione della nuova Repubblica di Moldavia, il cui territorio includeva la regione della Transnistria.
Il giorno dopo anche nella regione della Transnistria, divenuta Repubblica Sovietica Moldavia della Transnistria, il Soviet Supremo adottò una dichiarazione di piena indipendenza dalla neocostituita Repubblica di Moldavia. L'obiettivo anche qui era la costruzione di un proprio Stato, qualsiasi legame con la nuova Repubblica di Moldavia fu respinto, vista anche la votazione antecedente.
Il fastidio verso le nuove politiche si era manifestato in maniera più visibile nella Regione della Transnistria, dove i centri urbani come Tiraspol avevano una maggioranza slava e una significativa presenza di immigrati russi. Secondo il censimento del 1989, la popolazione nella regione della Transnistria era composta per il 39,9% da moldavi, per il 28,3% da ucraini, per il 25,4% da russi e per il 1,9% da bulgari.

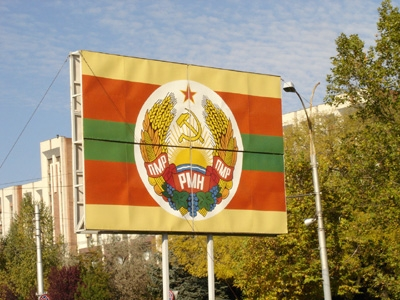
2004: I simboli sovietici sono ancora presenti in Transnistria

Il parlamento moldavo chiese al Governo dell'URSS di "iniziare le negoziazioni con il Governo moldavo e porre fine all'occupazione illegale della Repubblica della Moldavia e ritirarsi dal territorio moldavo". Di conseguenza il governo russo ritirò la 14ª armata da Tiraspol.
La Moldavia continuò a considerare la regione della Transnistria come parte del proprio territorio, pur avendo perso di fatto il controllo sulla stessa. La Moldavia iniziò a costruire un proprio esercito e ricevette sostegno dalla Romania. Il 1º marzo 1992 ebbe inizio una guerra su scala limitata tra la Repubblica della Moldavia e la Repubblica Moldava di Transnistria. Al fianco delle truppe moldave combatterono anche numerosi volontari provenienti dalla Romania, mentre dall'altro lato la Guardia Repubblicana (formata per lo più da civili e da volontari russi e della vicina Ucraina) ebbe il successivo appoggio delle forze della 14ª armata russa che rimase agli ordini del generale Aleksandr Ivanovič Lebed', come già accaduto nel novembre 1990 a Dubossary (russo: Дубоссáры, rumeno: Dubăsari). L'esercito moldavo, trovandosi così in posizione di inferiorità numerica e di armamenti, fu sconfitto con rilevanti perdite.
Nel giugno 1992 le forze della guardia repubblicana e della 14ª armata attraversarono il fiume Dnestr e occuparono la città di Bender (in rumeno Tighina), situata sulla sponda occidentale del fiume; l'evento è ricordato come massacro di Bendery, nel quale molte vittime civili furono causate dal fuoco delle artiglierie moldave anche contro gli edifici civili. Il reporter di radio Tiraspol, la capitale della regione ribelle del Dnestr, raccontò con voce concitata che la nuova offensiva da parte della Repubblica di Moldavia era scattata alle 23:00 in punto del 21 luglio 1992, poco dopo l'accordo sulla tregua concluso, accettato e siglato il 21 luglio 1992 tra El'cin e Snegur. I MiG-29 moldavi decollarono per colpire il villaggio di Parkani, sulla riva ovest del Dnestr, a pochi chilometri da Bender. I morti e i feriti non si contarono e il giornalista riferì solamente che una famiglia residente nel villaggio era stata completamente annientata dalle bombe. Parlando di fronte ai deputati del suo Parlamento, il presidente della Repubblica di Moldavia dichiarò priva di fondamento questa informazione. Ma gli osservatori militari delle quattro potenze coinvolte nel conflitto - Russia, Ucraina, Moldavia e Transnistria - confermarono il bombardamento.
Dopo tale accordo, la Russia continuò a sostenere de facto il governo della Repubblica Moldava di Transnistria. Fu istituita una zona di sicurezza tra la Repubblica di Moldavia e la Repubblica Moldava di Transnistria, controllata da una forza di peacekeeping congiunta (335 militari russi, 453 militari della Repubblica di Moldavia e 490 miliziani della Repubblica Moldava di Transnistria), sotto la supervisione di una Commissione di controllo congiunta. Nel 1998 alla Commissione si aggiunsero 10 osservatori militari ucraini.
L'OSCE, che cercò di favorire un negoziato stabile tra le parti, avviò una missione moldava il 4 febbraio 1993 e aprì un ufficio a Tiraspol il 13 febbraio 1995.
Nel febbraio 2003 gli Stati Uniti d'America e l'Unione europea impongono sanzioni contro la guida della Repubblica Moldava di Transnistria.
Il 17 settembre 2006 si svolse un referendum sulla piena indipendenza della regione e la sua possibile unificazione con la Federazione Russa, condannato in una risoluzione dal parlamento europeo per il fatto che era stato organizzato in modo assolutamente unilaterale dal regime repressivo della Transnistria, con il risultato di bloccare ogni possibilità di soluzione politica negoziata al conflitto in atto in Moldova, e per il fatto che la capziosità dei quesiti e l'incapacità di rispettare i requisiti fondamentali per la tenuta di elezioni libere ed eque, ad esempio la libertà dei media, la libertà di associazione e il pluralismo politico, sono stati considerati tali da predeterminare l'esito referendario.
Il 27 giugno 2016 è entrata in vigore in Transnistria una nuova legge che punisce azioni o dichiarazioni pubbliche, anche attraverso l'uso di mass media, telecomunicazioni o Internet, che critichino la missione di mantenimento della pace dell'esercito russo nella regione secessionista, o che presentino interpretazioni percepite come "false" dal governo transnistriano sulla funzione di mantenimento della pace dell'esercito russo. La pena per chi viene ritenuto colpevole arriva a tre anni di reclusione per la singola persona e aumenta fino a sette anni di reclusione se il reato è commesso da un responsabile o da un gruppo di persone organizzatesi.

## La sicurezza militare della Repubblica
Il confine de facto tra Moldavia e Transnistria è controllato dal contingente congiunto peacekeeping di Russia, Moldavia e Transinistria. Inoltre, il confine è monitorato da osservatori OSCE e ucraini. Una seconda missione russa da circa 1 000 uomini denominata "Gruppo Operativo di Forze Russe" è posta al di fuori della zona demilitarizzata di confine, principalmente nei dintorni del deposito militare di Cobasna. Il deposito di munizioni risale alla guerra fredda ed è ritenuto il più grande in Europa.
Le forze armate secessioniste sono stimate in quantità compresa fra 4 500 e 7 500 soldati.
Nel 2009, dopo che fu ipotizzata l'installazione di uno scudo antimissile statunitense in Romania, il presidente della Repubblica Igor Smirnov dichiarò il benestare per lo schieramento di un sistema di difesa antimissile russo sul territorio da lui controllato.

## Relazioni internazionali

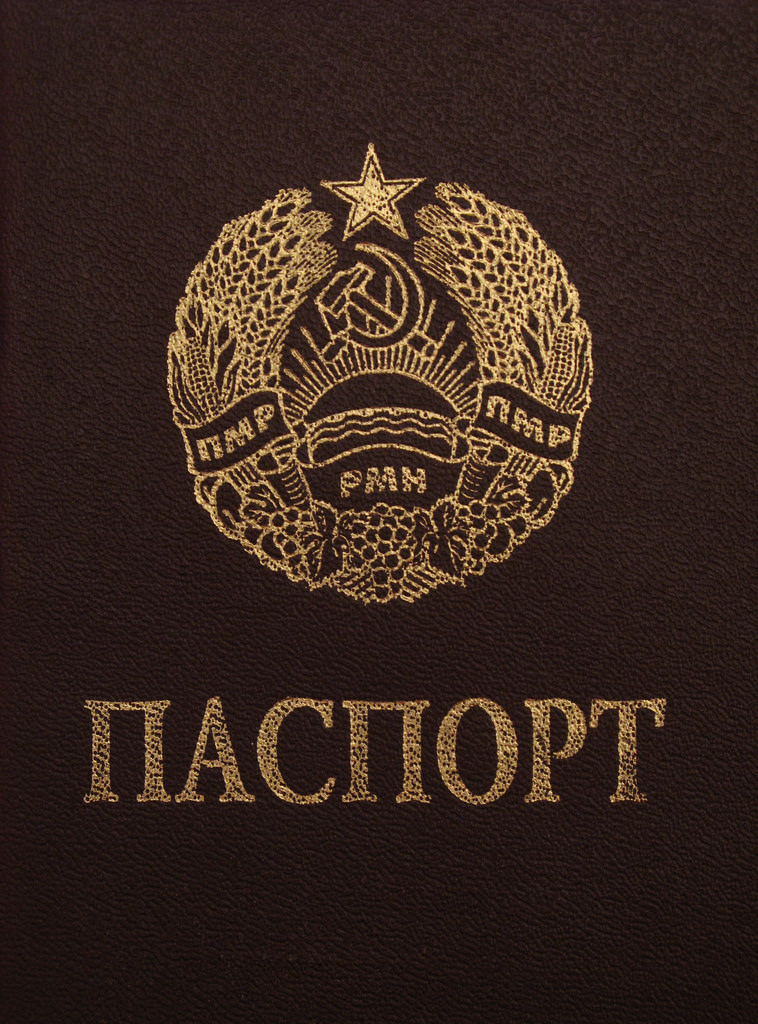
Un passaporto transnistriano

- Ossezia del Sud – (17 novembre 2006)
- Abcasia – (17 novembre 2006)

L'Abcasia e l'Ossezia del Sud sono gli unici stati a riconoscere l'indipendenza della Transinistria. In passato anche la Repubblica dell'Artsakh riconosceva la Transnistria come repubblica indipendente, anche se questa situazione finì con l'annessione da parte dell'Azerbaigian avvenuta nel 2024. La Transnistria insieme all'Abcasia e all'Ossezia del Sud è membro della Comunità per la democrazia e i diritti dei popoli, organizzazione intergovernativa istituita nel 2006 insieme al defunto Stato della Repubblica dell'Artsakh.

## Il processo di pace con la Moldavia

### La posizione della Russia nella questione della Transnistria
Nel luglio 2002, l'OSCE, la Russia e i mediatori dell'Ucraina approvarono un documento di principio per il ritorno della Moldavia a un sistema federale. Fondamentali divisioni si sono però incontrate sulla forma dello Stato e i poteri della federazione in fieri.
A metà novembre 2003, la Russia preparò un memorandum contenente una dettagliata proposta per la costituzione di uno Stato federale moldavo unito. Pubblicato dapprima in Russia e successivamente sul sito web del Ministero degli Esteri della Transnistria, il testo era promosso da Dmitrij Kozak: uomo di spicco dello staff del presidente Putin. Il memorandum Kozak rappresentava una rottura con la guida politica della Transnistria, in quanto prevedeva che la Transnistria avesse uno status comune al resto della Moldavia.
Per la Moldavia federale era stato proposto che le competenze di governo fossero divise in tre categorie: quelle della federazione, quella degli Stati federati e quelle comuni. Questo piano presentava però diverse incognite, prima fra tutte il meccanismo elettivo delle due camere del parlamento federale: si prevedeva una camera bassa eletta con criterio proporzionale e un senato composto da 13 membri eletti dalla camera bassa federale, 9 dalla Transnistria e 4 dalla Gagauzia. Secondo il censimento del 1989, la Transnistria aveva il 14% della popolazione totale della Moldavia e la Gagauzia il 3,5%.
Grandi dimostrazioni contro il memorandum Kozak ebbero luogo a Chișinău nei giorni seguenti la sua pubblicazione. La leadership moldava rifiutò di firmarlo senza la coordinazione delle organizzazioni europee. Una visita del presidente Putin in Moldavia fu cancellata. La Moldavia e il memorandum Kozak furono all'ordine del giorno nell'incontro dei ministri dell'OSCE a Maastricht nel dicembre 2003. A causa del disaccordo tra la Russia da una parte e l'Unione europea e gli Stati Uniti dall'altra, la questione moldava fu una delle principali ragioni per cui una dichiarazione finale non fu adottata al termine del vertice.

### La crisi del 2004
Approssimativamente 22 400 su 79 000 studenti della Transnistria sono educati in lingua rumena (che dalla metà di questi è definita "moldavo"); nell'estate del 2004 le autorità della Transnistria chiusero con la forza 6 scuole che insegnavano il rumeno scritto in caratteri latini, circa 3400 bambini furono vittime di questa misura. Diversi insegnanti e genitori che si opposero alla chiusura furono arrestati e le lezioni si tennero all'aperto per diversi giorni. Le scuole chiuse furono poi riaperte, ma con lo status di "istituzioni educative non-governative".
Durante la crisi il governo moldavo decise di isolare la repubblica separatista dal resto del paese, ma il blocco era inefficiente causa la mancanza di cooperazione del governo ucraino filo-russo di Leonid Kučma. La Transnistria reagì con una serie di azioni miranti a destabilizzare la situazione economica nella Moldavia tagliando la fornitura elettrica, che in Moldavia è in gran parte garantita da centrali costruite nella Transnistria del periodo sovietico.

### La posizione dell'Ucraina nella questione della Transnistria
Nel maggio 2005 il governo ucraino filo-occidentale di Viktor Juščenko propose un piano in sette punti, secondo il quale l'eventuale separazione definitiva della Transnistria dalla Moldavia doveva arrivare attraverso un negoziato stabile e libere elezioni. Gli Stati Uniti, l'Unione europea e la Transnistria espressero accettazione per il progetto. Nel luglio 2005, l'Ucraina aprì cinque nuovi valichi di confine tra Transnistria e Ucraina, pattugliati da ufficiali moldavi e ucraini per ridurre l'alta incidenza del contrabbando. L'Ucraina ha aperto nello stesso anno un'ambasciata a Chișinău e un consolato a Bălți. Nel 2005 anche l'Unione europea ha avviato una missione per ridurre il contrabbando tra la Transnistria da una parte e l'Ucraina dall'altra.
La Russia, che sembrava orientata a mantenere lo status quo o a guidare essa stessa il processo di pace, non ha espresso aperto sostegno al progetto ucraino. Il fallimento della proposta ha spinto il governo ucraino a rinsaldare i legami con la Moldavia, finendo per schierarsi sulle posizioni del Governo moldavo. Il 3 marzo 2006, l'Ucraina ha introdotto nuovi regolamenti doganali per le merci che transitano attraverso il confine della Transnistria: sono importabili in Ucraina solo i beni che hanno documenti rilasciati dalle Autorità moldave, in base all'accordo doganale ucraino-moldavo del 30 dicembre 2005. La Transnistria e la Russia hanno protestato parlando di "blocco economico" imposto alla regione separatista. Il 28 dicembre 2009 i governi ucraino e moldavo hanno lanciato anche un processo di demarcazione dei loro 985 km di confine, sempre senza coinvolgere la Transnistria. Anche in questa circostanza la Transnistria e la Russia hanno protestato per una iniziativa che non è tesa alla soluzione negoziata della crisi.

### La ripresa dei negoziati di pace nel 2010
A Vienna, sotto la guida dell'OSCE, si sono ritrovati il 27 e 28 settembre nel formato “5+2” i negoziatori di Chișinău, Tiraspol, diplomatici russi, ucraini, nordamericani ed europei. I colloqui si sono focalizzati su due argomenti: libertà di movimento e garanzie per la prosecuzione dei negoziati. Tra i risultati tangibili si annovera la riapertura della linea ferroviaria Chișinău-Odessa (Ucraina) attraverso la Transnistria e il riallaccio delle linee di telefonia fissa delle due parti del Dnestr.

### La guerra in Ucraina
Rustam Minnekaev, comandante ad interim del distretto militare centrale russo ha affermato che, a partire dalla seconda fase dell'invasione russa dell'Ucraina del 2022, le truppe russe avrebbero puntato a "prendere il pieno controllo del Donbass e dell'Ucraina meridionale" per ottenere "l'apertura di un corridoio terrestre verso la Crimea". Ha aggiunto: "Il controllo sull'Ucraina meridionale è un'altra via d'accesso alla Transnistria, dove pure si evidenziano episodi di discriminazione contro i residenti russofoni". La Moldavia ha conseguentemente convocato l'ambasciatore russo a Chișinau, esprimendo "profonda preoccupazione".
In una presentazione, il Presidente bielorusso Aljaksandr Lukašėnka ha mostrato una mappa raffigurante le possibili direttrici dell'Invasione russa dell'Ucraina. Una di queste direttrici puntava verso la Transnistria. Non è chiaro se Lukašėnka abbia mostrato intenzionalmente o meno la possibilità di una direttrice operativa nella direzione della Moldavia e non è chiaro se questa teorica operazione debba semplicemente raggiungere il confine Transnistro sul lato ucraino, oppure coinvolgere direttamente la Moldavia.
Il 14 aprile 2022, uno dei vice del ministri della Difesa ucraino, Hanna Maljar, ha dichiarato come i russi stessero schierando truppe al confine con la Transnistria, fatto negato dalle autorità locali.
Sempre ad aprile 2022, avvengono attentati terroristici armati contro il Ministero degli Interni transnistro a Tiraspol, contro l’aeroporto di Tiraspol e contro obiettivi di telecomunicazioni all'interno della repubblica separatista. Le autorità di Tiraspol assegnano la responsabilità all'intelligence militare ucraina, il premier moldavo Maia Sandu derubrica gli episodi di violenza come "interni" alla Transnistria e il consigliere militare di Zelens'kyj, Oleksij Arestovyč, lancia un appello alla Moldavia offrendo il supporto militare ucraino ad un'iniziativa militare di Chișinau per riprendere il controllo della regione separatista.

## Società

### Censimenti

#### Censimento del 1989
- Popolazione totale sulla sponda sinistra del fiume Nistro (è esclusa Tighina, città situata sulla destra del fiume non considerata dalla Moldavia come parte della Transnistria): 546 400 abitanti, di cui:
  - Moldavi: 40%;
  - Ucraini: 28%;
  - Russi: 24%;
  - Altri: 8%.

#### Censimento del 2004
- Popolazione totale (inclusa Tighina): 565 500 abitanti, di cui:
  - Moldavi: 31,9%;
  - Russi: 30,3%;
  - Ucraini: 28,8%;
  - Altri: 9%.

{{senza fonteLe notevoli variazioni rispetto al censimento precedente fanno supporre che vi siano stati scambi di popolazione con la Moldavia a ovest del Nistro. In sostanza i moldavi avrebbero abbandonato la Transnistria per trasferirsi ad abitare in territori controllati dal governo di Chișinău mentre gli ucraini e russi avrebbero intrapreso una migrazione verso il territorio controllato dalle autorità di Tiraspol. A lungo andare, se queste tendenze continueranno, si potrebbe avere una differenziazione etnica fra i territori che si affacciano sulle opposte sponde del Nistro: nella parte occidentale dominata dall'etnia moldava potrebbe scomparire l'etnia russa e ridursi a una piccola percentuale quella ucraina, mentre nella parte orientale i moldavi potrebbero diventare minoranza.}}
Il gruppo etnico moldavo, che forse ancora rappresenta la maggioranza relativa della popolazione della Transnistria, si presenta diviso tra fautori della Moldavia e sostenitori del governo in carica. Il gruppo etnico russo sostiene l'indipendenza della Transnistria o, in alternativa, l'annessione alla Russia. Gli ucraini infine sono divisi tra i sostenitori della Transnistria indipendente e i fautori dell'annessione all'Ucraina. In questa situazione s'inseriscono inoltre le istanze di altre comunità etniche, ormai stabilmente insediate sul territorio, come i caucasici, i siberiani, gli armeni e i georgiani.

#### Censimento del 2015
Secondo il censimento della popolazione del 2015, 475 373 persone vivono in Transnistria. Di questi: 142 000 sono residenti in aree rurali, il resto nelle zone urbane. Rispetto al censimento del 2004, la popolazione nella repubblica separatista è diminuita del 14,47%
- Russi: 29,1%
- Moldavi: 28,6%
- Ucraini: 22,9%
- Bulgari: 2,4%
- Gagauzi: 1,1%
- Bielorussi: 0,5%
- Transnistriani: 0,2%
- Altri: 1,4%

#### Censimento del 2023
Secondo il censimento della popolazione del 2023, 455 700 persone vivono in Transnistria.

## Economia
Il PIL è di circa 420 milioni di dollari statunitensi, il che corrisponde a un reddito pro-capite di 662 dollari (lordi) all'anno: questo dato è poco preciso visti i dubbi sulla reale consistenza demografica del territorio. La regione ha un discreto numero di fabbriche ereditate dal sistema industriale sovietico, peraltro contraddistinte da tecnologie obsolete e inquinanti. Una è una fabbrica di munizioni a Tighina (Bender) mentre altre fabbriche di acciaio esistono a Rîbnița. La fabbrica di Rîbnița contribuisce al 50% circa del reddito della repubblica ed è il principale datore di lavoro in quella città. Un'altra importante fabbrica è la distilleria Kvint di Tiraspol', famosa per il suo forte liquore, talmente radicata nel territorio (esiste dal 1897) che viene riportata anche nella banconota da 5 rubli della Transnistria (banconota introdotta nel 1994 non riconosciuta dai circuiti internazionali).
La più importante impresa è la Sheriff ed è l'unica autorizzata a esportare all'estero, il proprietario è il figlio maggiore del presidente Igor' Nikolaevič Smirnov: Vladimir. La "Sheriff" ha il controllo virtuale sull'economia dell'intera regione, dalla squadra di calcio della capitale FC Sheriff Tiraspol e del relativo stadio costruito nel XXI secolo; detiene inoltre una catena di supermercati e di distributori di carburante, una casa editrice, una distilleria, un casinò, un canale televisivo e un'agenzia pubblicitaria.
Dopo un periodo di riorganizzazione dal 2003 al 2005 e modernizzazione dei servizi doganali dello Stato adeguandoli, dal 2006 al 2008, agli standard internazionali con corsi di addestramento nella UE con l'aiuto della EUBAM e della OSCE, si osserva un netto miglioramento della situazione nel Paese a riguardo del controllo anti-contrabbando alle dogane. Con l'istituzione di un ufficio specializzato per la lotta al traffico di droga si è trovato un mezzo effettivo per la lotta contro gli stupefacenti. Inizialmente la mancanza di sufficienti controlli delle frontiere di questa regione alle porte dell'Unione, portò osservatori della Comunità economica europea a ritenere che parte non irrilevante del flusso economico nazionale potesse essere direttamente collegato ai traffici illeciti che derivavano dal radicamento del crimine organizzato di mafie attive anche in Russia e dalla particolare posizione di passaggio di questo territorio per il flusso degli stupefacenti, delle armi e del contrabbando, situazione che aveva portato, nel 2002, a definire il Paese "buco nero d'Europa". Tuttavia, secondo i dati statistici odierni, nella prima metà del 2014, grazie ai maggiori controlli, la quantità di violazioni doganali è diminuita del 28% rispetto alla prima metà del 2013.
La Moldavia ha firmato l'Accordo di Associazione (il 29 novembre 2013) e di Libero Scambio ("DCFTA", il 27 giugno 2014) con l'Unione europea. È stato ratificato dal Parlamento della Moldavia il 2 luglio 2014 e dal Parlamento della UE il 13 novembre 2014. Tale accordo è entrato in vigore il 1º settembre 2014.
Anche l'Ucraina, con date diverse, ha già eseguito i suddetti passi formali con la UE. L'Accordo tra l'Ucraina e la UE è entrato in vigore il 1º gennaio 2016.
L'Unione europea e la Moldavia, che avevano siglato il "DCFTA" nel 2014, avevano già da tempo espresso la volontà di traghettare la Transnistria nell'area, attraverso la Moldavia, con cui era in vigore l'Autonomous Trade Preferences (Atp) per lo scambio di una quota di beni senza dazi. Ma Tiraspol aveva sempre sostenuto più volte di non essere interessata al DCFTA (in scadenza a fine 2015), ma di puntare invece all'ingresso nell'Unione economica eurasiatica a guida russa.
Essendo però la Transnistria un territorio 'incastrato' tra la Moldavia e l'Ucraina, tenuto conto della grave situazione economico-sociale in cui versa da alcuni anni (in qualità di sussidi circa 850 milioni di dollari ogni anno sono versati dalla Russia, pari a circa il 95% del proprio PIL) e contrariamente ai proclami propagandistici emessi in più occasioni, a dicembre 2015 ha deciso di conformarsi alle richieste dell'Unione europea e della Moldavia, in cambio dell'estensione della 'DCFTA'. Nell'arco di due anni (2016-2017) dovrà rimuovere i dazi sui prodotti europei, adeguarsi alle regole dell'Organizzazione mondiale del commercio in campi come la concorrenza, le norme doganali, la trasparenza nelle imprese, e introdurre l'IVA.
Le autorità dello Stato hanno dichiarato nel 2018 di voler puntare sulla crescita del turismo, attraendo quello internazionale in particolare grazie alla fortezza di Tighina.

## Diritti umani
La situazione dei diritti umani in Transnistria è stata criticata da molti governi e organizzazioni internazionali. Il rapporto del 2007 Freedom in the World, pubblicato dalla statunitense Freedom House, descrive la Transnistria come un territorio "non-libero", con una situazione pessima per i diritti politici e le libertà civili.
Secondo il rapporto del Dipartimento di Stato degli Stati Uniti riferito all'anno 2006:
Con l'obiettivo dichiarato di correggere i suoi diritti portandoli in linea con gli standard europei, la Transnistria ha istituito un difensore civico in carica dal 2006.
Il rapporto 2021 della Freedom House riporta una crescente limitazione del dibattito politico, con i politici al potere alleati con i maggiori interessi economici locali, imparzialità e pluralismo del media molto limitati e stretto controllo delle autorità sulle attività della società civile, assegnando un punteggio di 8/40 per i diritti politici e 12/60 per le libertà civili, per un totale di 20/100 che lo classifica come "non libero" ("not free").

## Forze armate

Emblema delle forze armate della Transnistria

Dal 1992 è dispiegato sul territorio della Transnistria un contingente di forze di pace sotto la gestione OSCE. Tale contingente è formato da truppe della Federazione Russa, della Moldavia e della Transnistria con referente l'ambasciatore Michael Scanlan. La missione è operativa. Nel 2007 le Forze Armate e paramilitari della Transnistria erano composte da 4.500–7.500 soldati, divise in quattro brigate di fanteria motorizzata a Tiraspol, Bender, Rîbnița e Dubăsari; nel complesso sono costituite da: 18 carri armati, 107 veicoli corazzati, 46 installazioni anti-aerei. L'aeronautica è composta da: 9 elicotteri Mil Mi-8T, 6 elicotteri Mil Mi-24, 2 elicotteri Mil Mi-2, diversi aeroplani An-2, An-26 e modelli Yak-18.
Nella Transnistria c'è un contingente di forze russe di pace: un battaglione con circa 412 persone e una unità militare N. 13962 (o OGRF), due battaglioni che contano circa 1.000 persone. OGRF e il battaglione "peacekeeping" sono legati ai russi della Transnistria (in totale i 'russi' sono 150-160); i residenti 'russi' hanno la cittadinanza di PMR.
Il 21 maggio 2015 il parlamento ucraino ha approvato una legge che ha interrotto cinque accordi di cooperazione con la Russia nel settore tecnico-militare, tra cui l'accordo sul transito del complesso militare russo da e verso la Transnistria. Questa decisione, collegata ad altre similari prese negli anni precedenti dalla Moldavia, creano di fatto la chiusura dal punto di vista tecnico-militare delle forze di pace russe presenti in Transnistria. Quindi non hanno più possibilità di movimento all'esterno della Transnistria, e neanche possono ricevere aiuti e rinforzi dall'esterno.

## Regioni amministrative
La Transnistria è suddivisa in 5 distretti (raion) e 2 municipalità (tra parentesi il nome in russo).
Distretti
- Distretto di Kamenka (Каменский район)
- Distretto di Dubossarij (Дубоссарский район)
- Distretto di Rybnica (Рыбницкий район)
- Distretto di Grigoriopol' (Григориопольский район)
- Distretto di Slobodzeja (Слободзейский район)

Municipalità
- Tiraspol' (Тирасполь)
- Bendery (Бендеры), de iure non ricompresa nell'unità territoriale della Transnistria

## La bandiera

La bandiera della Transnistria

Seconda bandiera co-ufficiale della Transnistria

La bandiera dalla Repubblica Moldava della Transnistria è stata adottata ufficialmente come bandiera di Stato il 3 luglio 2000. È in pratica la bandiera dell'ex Repubblica Socialista Sovietica Moldava (1952-1990). La legge prevede anche l'uso di una versione semplificata che non contiene la falce e il martello e la stella in alto a sinistra.
Come seconda bandiera, ufficialmente si usa anche il tricolore della Federazione Russa. Questo tuttavia non è identico alla bandiera ufficiale della Federazione, in quanto presenta proporzioni diverse con una scala di 1:2 invece che 2:3.

### Riferimenti in opere letterarie
- Vangelo dell'estremista, di Roman Konoplev (romanzo, 2005)
- The Game, di Neil Strauss (romanzo, 2005)
- L'era del flagello, di Walter Jon Williams (romanzo, 2004)
- Educazione siberiana, di Nicolai Lilin (romanzo, 2009)
- Respiro corto, di Massimo Carlotto (romanzo, 2012)